# Резюме бізнес-плану

## Резюме бізнес-плану (project summary)
Вступний розділ бізнес-плану, що коротко описує весь проект в цілому. Оптимальний обсяг - не більше чотирьох сторінок. Складається за фактом розробки бізнес-плану. Структура резюме в цілому відповідає структурі повного документа.

## Структура короткого резюме бізнес-плану
1. Найменування проекту
2. Коротке подання власника проекту (характеристика компанії):
  - найменування компанії;
  - організаційно-правова форма (ПП, ТОВ, АТ, тощо);
  - форма власності (приватна, державна і пр.);
  - дата державної реєстрації;
  - середньо облікова чисельність співробітників;
  - статутний капітал;
  - валовий обіг коштів за останній рік;
  - точна поштова адреса (з індексом), телефони, E-mail, сайт (якщо є);
  - банківські реквізити;
  - ПІБ, вік керівників, кваліфікація, освіта, досвід роботи за фахом;
3. Опис проекту (бізнес-ідея)
  - Короткий опис і цільові характеристики планованого до виробництва продукту/послуги;
  - Місцезнаходження реалізації проекту;
  - Опис продукції. Короткий опис планованої до виробництва продукції (товарів, послуг), їх унікальність, ринковий потенціал і перспективи розширення виробництва продукції.
4. Опис заявника (компанії) Місія, стратегія і цілі в бізнесі, фактори конкурентоспроможності компанії, її конкретна ринкова ніша, частка ринку, перспективи розвитку компанії, рівень компетентності персоналу, наявність специфічних ресурсів.
5. Загальний обсяг інвестицій, джерела інвестиційних ресурсів, основні етапи реалізації проекту, об'єкти інвестування, умови надання кредиту (лізингу) та терміни його погашення.
6. Прогнозні показники ефективності проекту. Відображення основних інтегральних показників комерційної ефективності проекту:
  - чиста приведена вартість(NPV);
  - ставка внутрішньої прибутковості (IRR) ;
  - модифікована внутрішня норма рентабельності (MIRR);
  - індекс прибутковості (PI);
  - період окупності (PB);
  - дисконтований період окупності (DPB);
7. Звіт про рух грошових коштів (cash-flow) з річним масштабом розрахунку
8. Основні ризики проекту
9. Соціальна та екологічна ефективність реалізації проекту
10. Пропозиція інвестору

Згідно з міжнародними стандартами бізнес-планування є  невід'ємною частиною бізнес-планів